# Ustrina

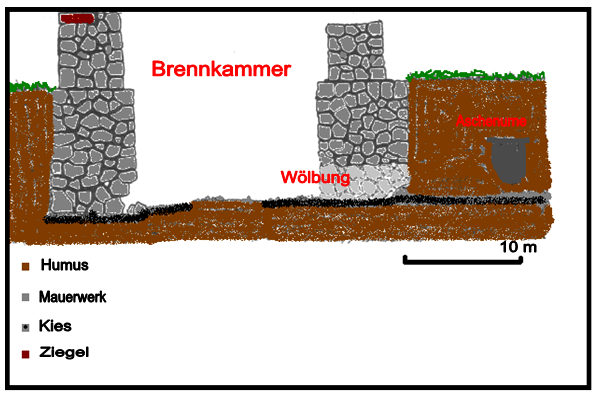
Befundzeichnung einer Ustrina an der Gräberstraße in Carnuntum/Österreich

Eine Ustrina (eingedeutscht: Ustrine, seltener: Ustrinum) ist ein Verbrennungsplatz für Verstorbene, meist in Verbindung mit einem Gräberfeld oder einem sonstigen Bestattungsplatz. Die Scheiterhaufenplätze wurden von verschiedenen Kulturen der Ur- und Frühgeschichte genutzt, die im Zusammenhang mit dem Bestattungsritual Verbrennungspraktiken kannten, was ab dem Mittelneolithikum zu beobachten ist.

## Beschreibung
Ustrinen wurden einmalig oder  mehrfach verwendet. Auf ihnen wurden die Verstorbenen auf einem Scheiterhaufen verbrannt, danach die Knochen und sonstige Überreste aufgesammelt. Diese wurden dann meist in einem Grab bestattet. Dabei konnten entweder die Beigaben mit verbrannt worden sein, oder diese wurden dem Toten unverbrannt erst später mitgegeben.
Archäologische Befunde liegen in den Gräberfeldern von Carnuntum (Militärlager) und Mogontiacum vor.
Eine repräsentativere Form des Ustrinums sind die Verbrennungsplätze der römischen Kaiser auf dem Marsfeld in Rom, insbesondere das von Strabon beschriebene Ustrinum des Augustus. Nach dessen Kremation blieb der aufwändige Bau als Denkmal erhalten. Weitere Funde von Bauresten auf dem Marsfeld werden als die Ustrinen der Kaiser Hadrian, Marc Aurel und Antoninus Pius interpretiert.
Beispiele für ähnlich ablaufende Rituale können in heute oder bis vor kurzer Zeit lebenden („rezenten“) Gesellschaften beobachtet werden (etwa die hinduistische Art der Bestattung in Indien, wobei hier der Leichenbrand im Fluss Ganges bestattet wird).